# Mutagénesis de sitio dirigido
La mutagénesis de sitio dirigido, también llamada mutagénesis dirigida, es una técnica de biología molecular utilizada para crear mutaciones puntuales en una cadena de ADN. 
La técnica fue desarrollada por primera vez en 1978 por el científico Michael Smith, al cual le concedieron el Premio Nobel de Química en octubre de 1993 junto a Kary B. Mullis, el creador de la reacción en cadena de la polimerasa (PCR, acrónimo del inglés polimerase chain reaction). Un requisito indispensable para el uso de esta técnica es que se debe conocer la secuencia de ADN que se quiere mutar.

## Mecanismo
El proceso, en primer lugar, requiere sintetizar un fragmento corto de ADN, el cebador, que contenga la mutación. El cebador debe hibridar con la molécula simple (unicatenaria) de ADN que contiene el gen de interés. Utilizando una ADN polimerasa, se elonga la cadena (el fragmento unicatenario más el cebador) incorporando la mutación al ADN y formando una molécula de ADN completa bicatenaria. Dicha doble cadena de ADN puede ser introducida en una célula hospedadora y clonada. Tras esto, se escogen los mutantes.
Esta técnica no solo hace posible crear mutaciones puntuales en una molécula de ADN, sino que también se pueden producir deleciones e inserciones. Se consigue controlar el tipo de mutación que se pretende realizar en el ADN modificando el cebador. Para las deleciones se utilizan cebadores que contengan la deleción pero que tengan la capacidad de hibridación en la cadena de ADN en el sitio correcto; por el contrario, para una inserción el cebador deberá llevar el fragmento extra de ADN además de hibridar correctamente con la cadena molde.
La primera vez que se introdujeron cambios predefinidos en una secuencia conocida del ADN, se utilizaron bacteriófagos X174 am3. Se utilizaron dos tipos de oligodesoxirribonucleótidos complementarios con el ADN vírico desde las posiciones 582 hasta la 593: Uno de ellos era perfectamente complementario con la hebra de ADN del bacteriófago silvestre y la otra poseía una mutación puntual (una A por una G en la posición 587). Tras la hibridación de las cadenas y la elongación con la ADN polimerasa, se transformaron las bacterias y se vieron los resultados, con un 15% de éxito.

## Métodos del Mutagénesis de sitio dirigido

### Mutagénesis de sitio dirigido porPCR
Para realizar mutagénesis de sitio dirigido, también se puede utilizar la PCR obteniendo el mismo resultado. Generalmente, se suelen utilizar 4 cebadores: dos de ellos presentan la mutación; y los otros dos únicamente se utilizan para amplificar la cadena. Puesto que con la PCR obtendremos una amplificación exponencial, el fragmento mutado se amplificará de tal manera que superará mayoritariamente al número de cadenas silvestres sin la mutación. Tras la PCR, podemos despreciar el número de cadenas de ADN silvestre en comparación con las que han sido mutadas.

### Mutagénesis de sitio dirigido porPCRinversa en un plásmido
La PCR inversa utiliza cebadores orientados al revés (el forward hacia la izquierda y el reverse hacia la derecha, saliendo del mismo punto para que amplifiquen el plasmido entero) para amplificar el plásmido con un inserción, deleción o sustitución. El tipo de mutación depende en el diseño de los cebadores. En el caso de inserción los cebadores están ubicados a ambos lados del sitio de mutación y uno de los cebadores contiene el pedazo de secuencia para insertar. Se realiza sustituciones por el uso de un cebador con la sustitución en el medio. Los cebadores para las delecciones están ubicados en ambos lados del sitio de deleción en tal manera que tal región no está incluido en el amplicón.
Los cebadores vienen fosforilado en los extremos 5´para facilitar la ligacion del amplicón

## Aplicaciones en el diagnóstico
La mutagénesis dirigida es una potente técnica con la que se puede realizar diagnósticos claros y seguros de una manera muy económica. Con esta técnica, es posible detectar mutaciones específicas o repeticiones de nucleótidos. Generalmente, el diagnóstico de algunas enfermedades poco frecuentes, como las del MERRF y la fibrosis quística, se lleva a cabo en los laboratorios mediante el uso de esta técnica.
La manera de detectar dichas enfermedades es simple. Normalmente el objetivo de mutar el ADN en un solo nucleótido se debe a que es necesario dicho cambio para que una enzima de restricción pueda actuar en ese punto. De tal manera, en el caso de padecer una enfermedad genética caracteriza por la ganancia o pérdida de material genético (en baja proporción, unas cuantas pares de bases, no cromosomas completos), se podrá detectar dicha enfermedad. El método consiste en realizar una PCR mutagénica y amplificar así el ADN, seguidamente se añadiría la enzima de restricción que cortará dichos segmentos amplificados y mediante una electroforesis podremos observar si este fragmento genético que debería tener una longitud concreta, la tiene o no. De no ser así nos encontramos ante una variación de material genético y por tanto ante una posible enfermedad. 
Por ejemplo, en la fibrosis quística, que en su forma más común, se manifiesta como una mutación en la posición 508 del gen CFTR ubicado en el cromosoma 7q31.2, se aprovecha dicha mutación para diferenciar el gen mutado del que no lo esté.
La estrategia consiste en utilizar un cebador 5' con un cambio puntual en una base que linda con la mutación en el aminoácido 508. Este cambio introduce un sitio para la enzima Mbol (5' GATC 3') en el alelo sano, que no estaría presente en el alelo con la deleción por no completarse la secuencia de corte. Para el extremo 3' se utiliza un cebador que permita abarcar en el producto de amplificación un sitio de corte constitutivo para que sirva como control interno de la actividad de la enzima de restricción.
En concreto, en el caso del diagnóstico de la fibrosis quística por este método, se muta un aminoácido y a su vez se aprovecha En su forma más común, una mutación de un aminoácido (falta una fenilalanina en la posición 508) 